# The Milky Way (1940)
The Milky Way es un cortometraje animado de 1940 producido por Metro-Goldwyn-Mayer y dirigido por Rudolf Ising. Ganó un premio Óscar en la categoría de mejor cortometraje animado, siendo el primer corto no producido por Walt Disney en obtenerlo.

## Trama
El cortometraje muestra a tres gatitos que pierden sus guantes, y que al contarle a su madre son castigados y enviados a su habitación sin tomar leche. Tristes por lo sucedido, los gatitos ven la Vía Láctea desde su ventana, y deciden ir hacia allá, pensando que está repleta de leche. Para viajar se suben a una canasta, a la cual ataron unos globos, lo que les permite elevarse al cielo. Al surcar el espacio exterior, los gatitos descubren que está compuesto de objetos terrenales: la luna, por ejemplo, está hecha de queso, y las estrellas son diamantes. Al llegar a la Vía Láctea ven que efectivamente está llena de leche, la cual comienzan a beber en grandes cantidades. Sin embargo, al final descubren que todo fue un sueño.